# Åkers kyrka, Södermanland
Åkers kyrka är en kyrkobyggnad i Åkers styckebruk i Strängnäs stift. Den är församlingskyrka i Åker-Länna församling.

## Byggnaden
Kyrkan, som bevarat sin medeltida karaktär, uppfördes 1100 men har sedan byggts ut ett flertal gånger. Kyrkan har ett rektangulärt, tvåskeppigt kyrkorum. I öster ligger korpartiet, sakristian i norr och vapenhuset i söder. Tornet som även tillkom under kyrkans äldsta byggnadsperiod är placerat vid västgavelns norra halva.
Stenkyrkan uppfördes med ett smalare kor under andra hälften av 1100-talet. Under 1300-talet omvandlades den sannolikt till en salkyrka genom en förlängning av långhuset i öster. Det nuvarande nästan kvadratiska långhuset tillkom cirka 1500. Sakristian byggdes förmodligen på 1400-talet samtidigt som ett vapenhus tillkom i söder.
I början av 1500-talet utvidgades långhuset mot söder till sin dubbla bredd och valven från 1400-talet ersattes nu med sex nya i två skepp. Bakgrunden till den stora utbyggnaden kan ha varit att bereda plats för arbetare vid Åkers styckebruk. Ytterligare en orsak var att Ärja kyrka i grannsocknen övergavs i detta skede, varmed ärjaborna fick söka sig till Åkers kyrka och socken.
Långhuset är något smalare i sydväst, troligen för att man vid utvidgningen utnyttjat delar av det gamla vapenhusets murar. Ett nytt vapenhus uppfördes framför det föregående. Långhuset täcks av ett högrest sadeltak. Taken och kyrkspiran från 1918 är spånklädda och tjärade. Kyrkorummet nås genom vapenhuset och ingången i tornets västra yttervägg.

## Interiör
Det breda långhuset upplyses av dagsljuset genom rundbågiga fönster. I öster flankeras altaret av två fönster. De flesta av valvets och väggarnas målningar är överkalkade.
Altarskåpet från 1474 försågs 1957 med ett nytt mittparti med bland annat en Petrusfigur av Erik Sand. Dopfunten från 1150 är enligt en källa kyrkans äldsta föremål och av formen att döma från 1200-talets mitt.
Predikstolen skänktes till Åkers kyrka av Gustav II Adolf 1629. År 1953 fick kyrkan sin nuvarande bänkinredning och 1990 tillkom två mindre läktarunderbyggnader.

## Orgel
- År 1781 byggde Pehr Schiörlin, Linköping en orgel med 8 stämmor.
- Den nuvarande orgeln byggdes 1917 av E A Setterquist & Son, Örebro och är en orgel med mekanisk traktur och pneumatiska väderlådor. Den har en fast kombination. Orgeln uttökades 1953 av olof Hammarberg, Göteborg.

| Huvudverk I   | Svällverk II      | Pedal         | Koppel |
| Principal 8´  | Rörflöjt 8´       | Subbas 16´    | I/P    |
| Gedacht 8´    | Principal 4´      | Gedacht 8´    | II/P   |
| Oktava 4´     | Gemshorn 4´       | Koralbas 4´   | II/I   |
| Flöjt 4´      | Nasard 2 2/3'     | Mixtur 3 chor |        |
| Octava 2'     | Waldflöjt 2'      |               |        |
| Mixtur 3 chor | Ters 1 3/5'       |               |        |
| Trumpet 8'    | Scharf 2 chor     |               |        |
|               | Dulcian 8'        |               |        |
|               | Tremulant         |               |        |
|               | Crescendosvällare |               |        |

## Övriga byggnader
- Benkammare
- Gravkapell (1928)
- Klocktorn (1689)
- Stiglucka
- Kyrkogården som är inhägnad av en häck och en kallmur.

## Galleri

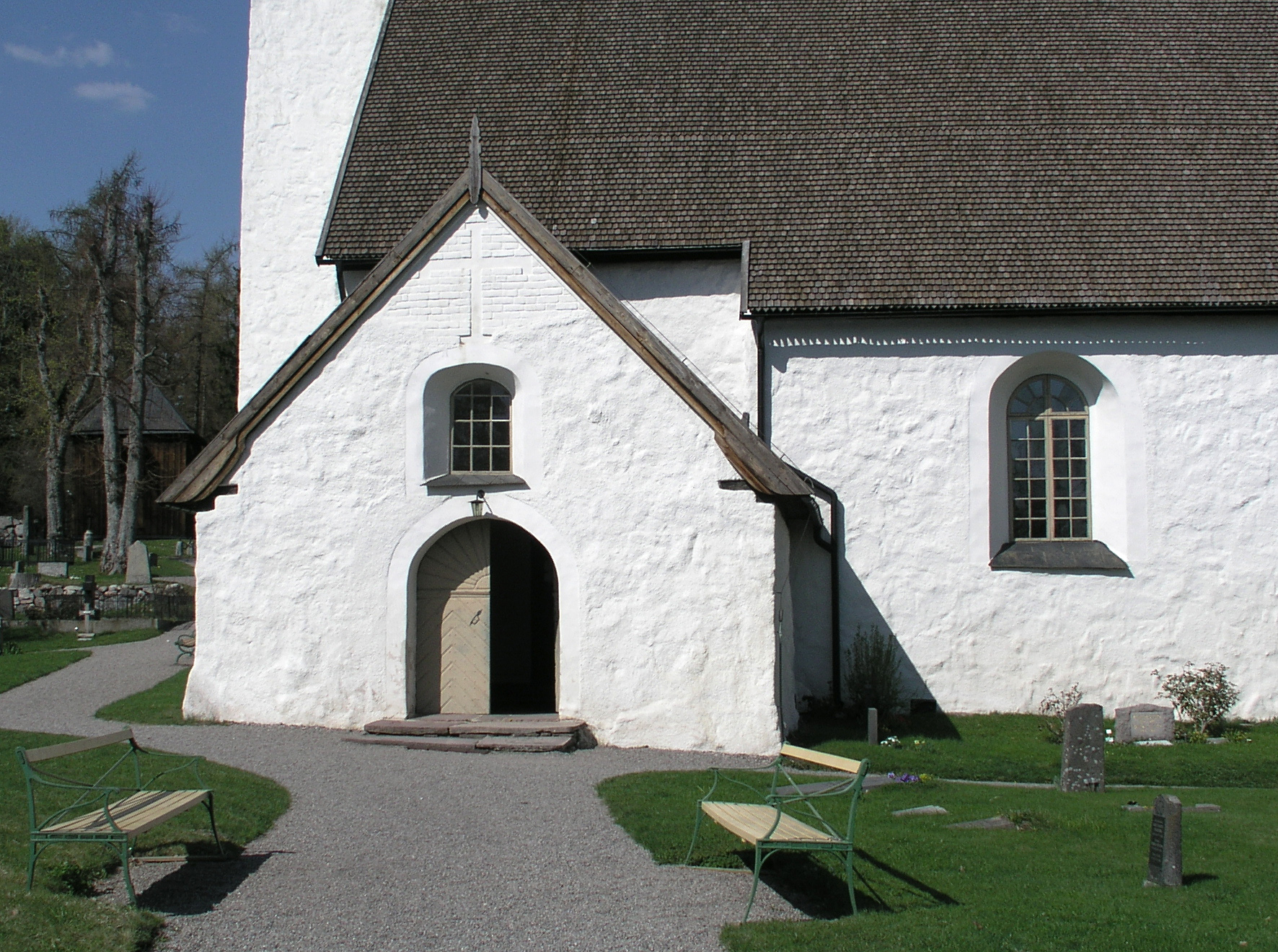
Vapenhuset
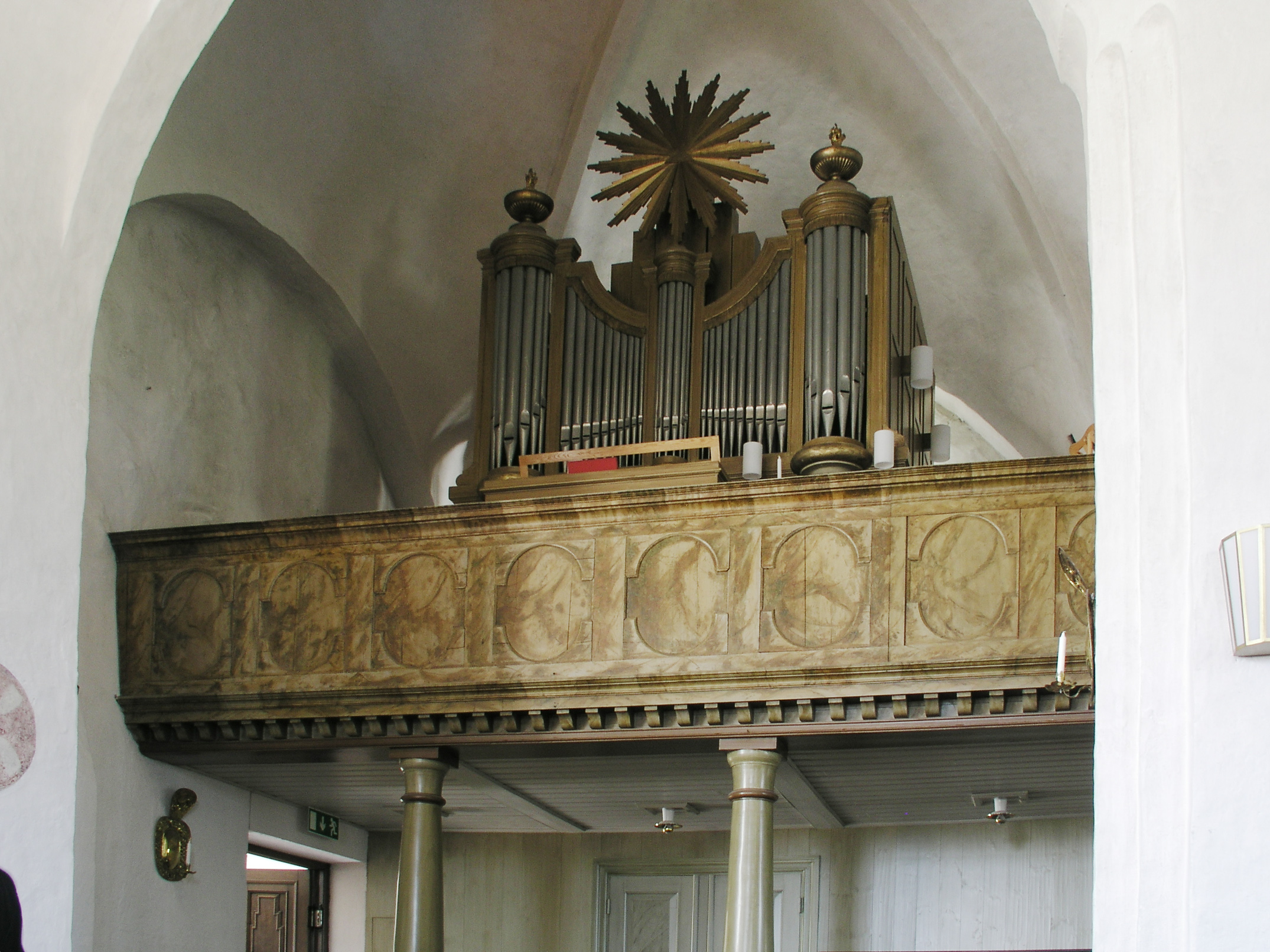
Orgeln
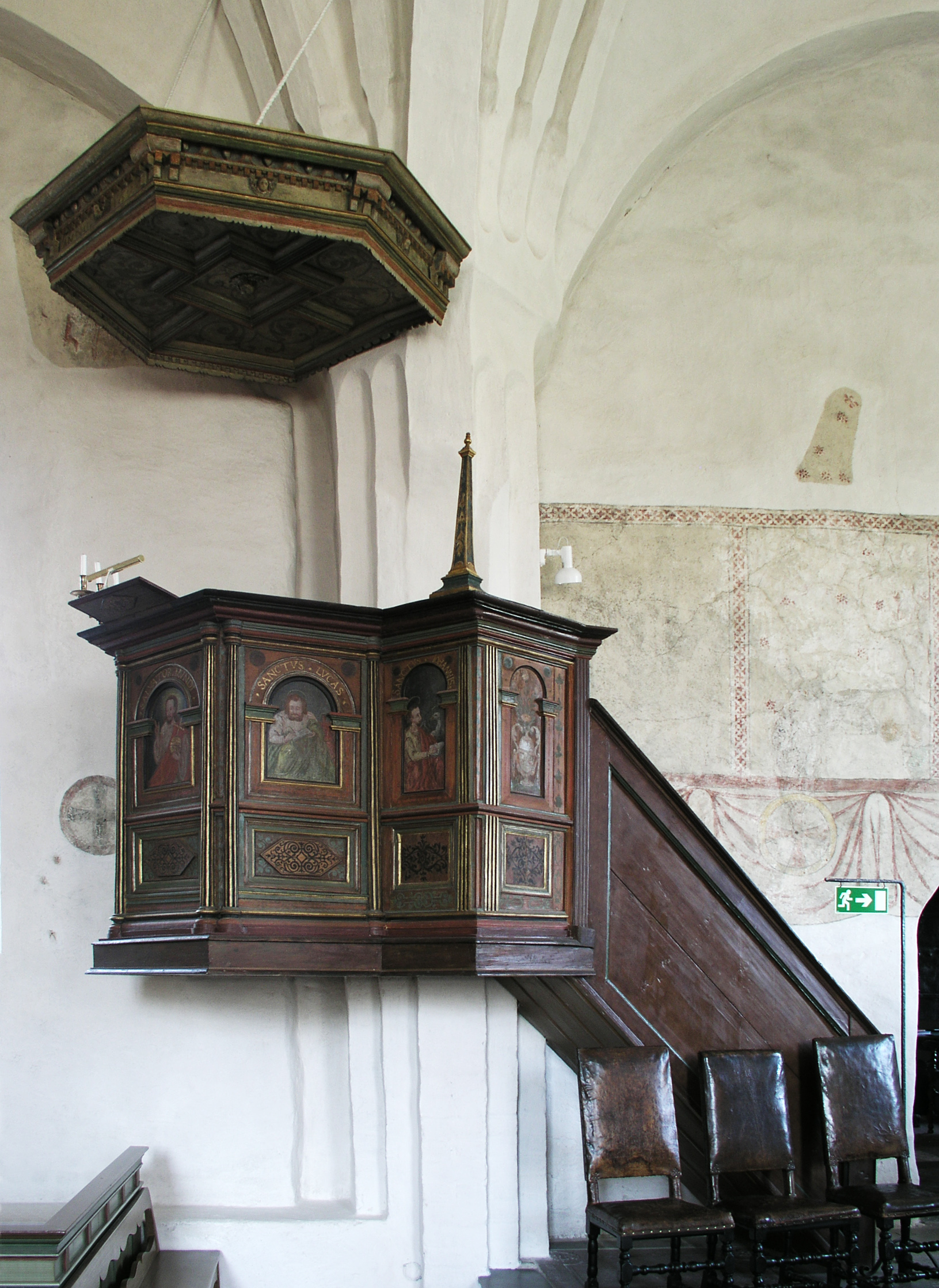
Predikstolen
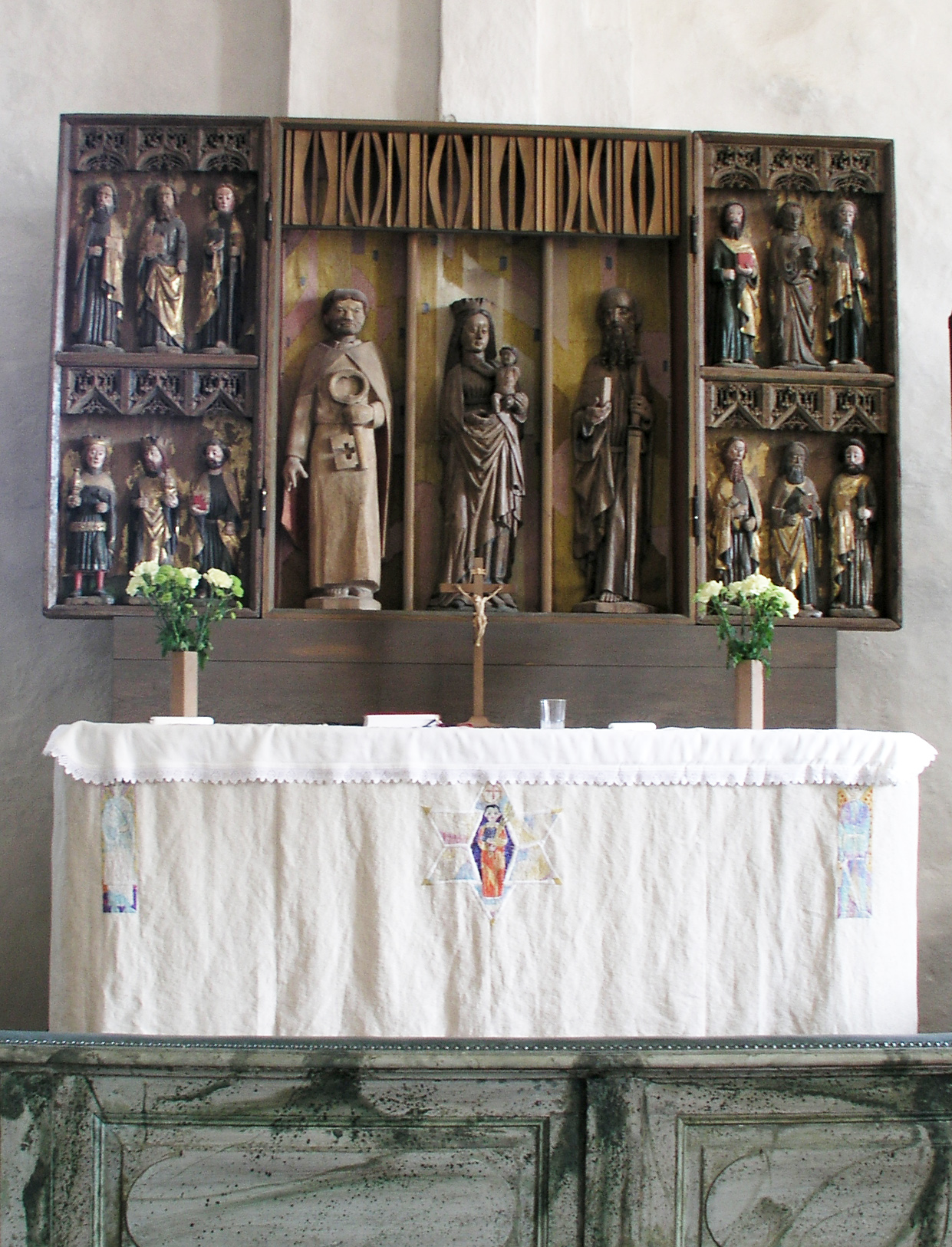
Altarskåpet